# Röthelbach (Bindlach)
Röthelbach ist ein Gemeindeteil der Gemeinde Bindlach im Landkreis Bayreuth (Oberfranken, Bayern). Röthelbach liegt in der Gemarkung Crottendorf.

## Geografie
Die Einöde liegt unmittelbar nördlich des Forstes Sankt Georgen. Ein Anliegerweg führt 0,3 km nördlich zu einer Gemeindeverbindungsstraße, die westlich nach Weiherhaus bzw. östlich nach Crottendorf verläuft.

## Geschichte
Gegen Ende des 18. Jahrhunderts bestand Röthelbach aus einem Anwesen. Die Hochgerichtsbarkeit stand dem bayreuthischen Stadtvogteiamt Bayreuth zu. Die bayreuthische Verwaltung Ramsenthal war Grundherr des Hauses.
Von 1797 bis 1810 unterstand der Ort dem Justiz- und Kammeramt Bayreuth. Mit dem Gemeindeedikt wurde Röthelbach dem 1812 gebildeten Steuerdistrikt Bindlach und der zugleich gebildeten Ruralgemeinde Crottendorf zugewiesen. Am 1. Januar 1976 wurde Röthelbach im Zuge der Gebietsreform in Bayern nach Bindlach eingegliedert.

### Einwohnerentwicklung
| Jahr      | 001822 | 001861 | 001871 | 001885 | 001900 | 001925 | 001950 | 001961 | 001970 | 001987 |
| Einwohner | 14     | 8      | 11     | 17     | 13     | 10     | 17     | 11     | 10     | 8      |
| Häuser    | 1      |        |        | 2      | 3      | 2      | 2      | 2      |        | 2      |
| Quelle    | [ 6 ]  | [ 9 ]  | [ 10 ] | [ 11 ] | [ 12 ] | [ 13 ] | [ 14 ] | [ 15 ] | [ 16 ] | [ 1 ]  |

## Religion
Röthelbach ist evangelisch-lutherisch geprägt und nach St. Bartholomäus (Bindlach) gepfarrt.